# 来迎寺 (新発田市)

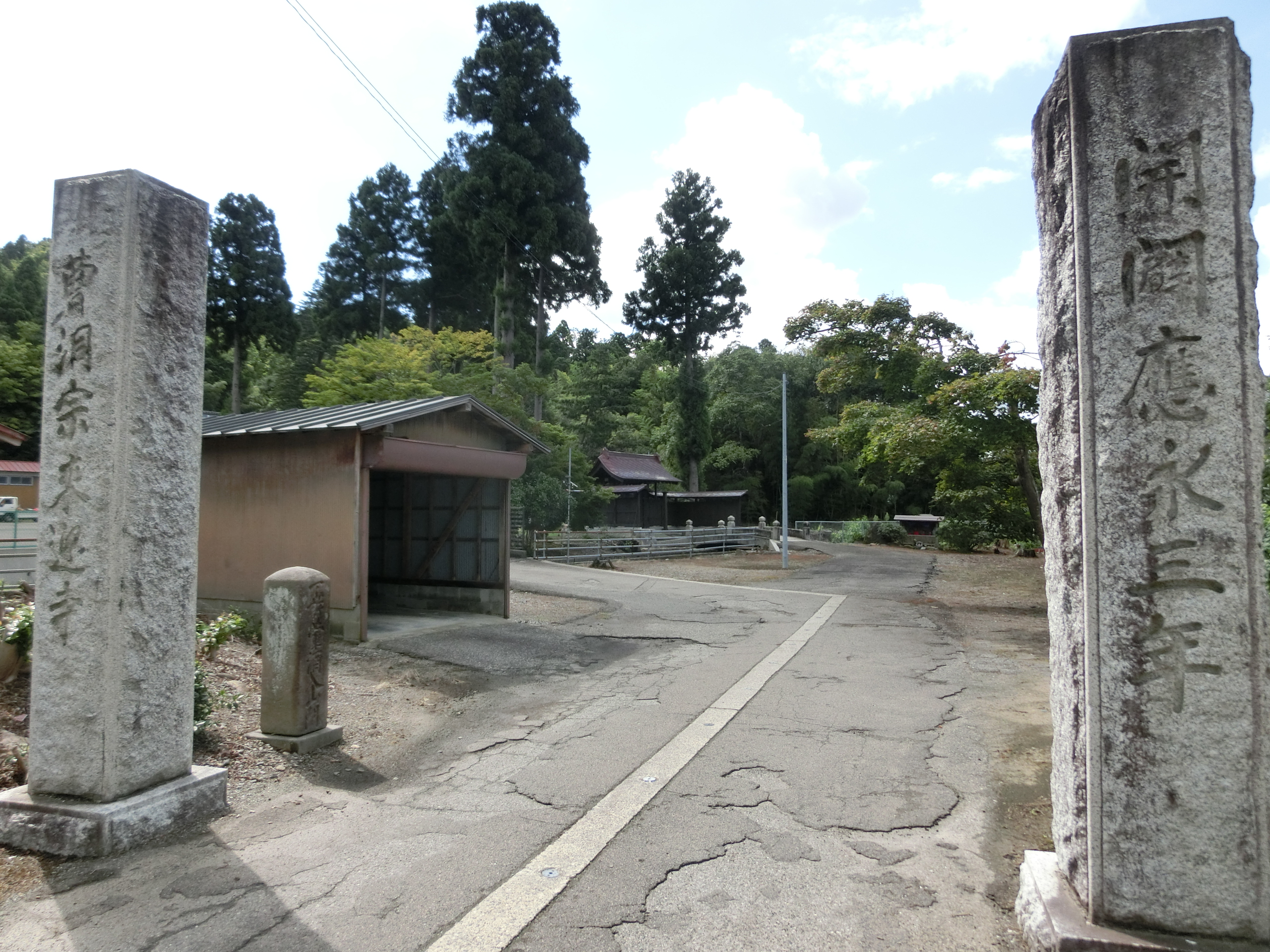
来迎寺

来迎寺（らいこうじ）は日本の新潟県新発田市にある寺院である。

## 概要
応永3年に創建、遠州森町大洞院二世の如仲天誾によって開基された。
寺の裏には、背後の山と調和した庭園がある。

## 切腹事件

### 梶三右ェ門
新発田藩4代目藩主溝口重雄公の若年時代は、行状に問題があり、家臣達は苦慮していた。しかしながら梶三右ェ門は臆せず、重雄公に諫言をしていた。再三にわたり諫言したことにより、重雄公は怒り、梶三右ェ門を城下より三里以内に住んではならぬと放逐した。延宝9年10月5日、三右ェ門は死をもって殿に非礼を詫びようと、菩提寺である来迎寺の墓前にて切腹しようとしたが、介錯を頼んだ下僕が恐ろしくなって逃げてしまったため、やむなく自らの咽喉ぶえを切って果てた。
その後、城中奥殿に不可解な事が起きるため、重雄公は放ってもおけず、三右ェ門の菩提を弔うため、虎林庵という庵を建て、冥福を祈った。
裏山頂上にある、墓地の石像観音の背に、延宝九年法学了開居士、一心善超居士と彫ってある戒名の一つが三右ェ門の墓といわれている。

### 稲毛源之右ェ門
戊辰戦争時、本来勤皇である新発田藩は、近隣の各藩が譜代または親藩のため、最初から勤皇であると主張できず、非常に苦慮し、やむなく奥羽越列藩同盟に加盟した。長岡城が落城し、これを奪還するため、列藩同盟では越後各藩に加勢の差出しを命じた。新発田藩は断るわけにも行かず、やむなく三ヶ小隊に大砲隊を送り出した。しかしながら藩士達は、こうした進軍を喜ばず、3日をかけて八里しか進まなかった。新津を過ぎた中村付近まで来ると、かねてから藩の培った勤皇思想が浸透していたことから、新津の大庄屋桂慎吾が指導した数千の人々が集まり、隊の行く道を塞いで引き返らせた。
列藩同盟は最早容赦出来ないとして、藩主溝口直正公を作戦の打ち合わせという表面上の理由で、実際は人質として上関に出頭を命じた。そして藩主受け取りのため、村松藩藩士稲毛源之右ェ門が新発田に派遣されて来た。新発田の老臣たちは協議の結果、ここで拒絶して戦になるより、藩主が上関に行ったほうがよいということになり、慶応4年6月7日、家老の溝口内匠と藩士数名が直正公を警護し上関に出発した。諏訪神社の三ッ屋口まで来ると、城下三組をはじめ、岡方方面の人々が手に竹槍や、槍、刀で武装し、直正公の駕籠を取り囲み、行く手を阻んだ。次々と人数が増し、夜になると数千人の群集に膨れ上がった。そして道々の橋を切り落とし、進めなくしたため、遂に直正公一行は清水谷御殿に入った。これらの騒動を指導したのは、島潟の大庄屋小川五兵衛、五十公野組大庄屋井上千之亟、長戸呂村前田又之亟、浦木村大庄屋曾我静次などで、北辰隊の隊長、葛塚の遠藤七郎もその隊員を引き連れ参加していた。やむなく翌8日、家老の溝口内匠を上関に急行させ、領民の騒動の有様を報告し、その諒解を求め、直正公は9日に帰城した。このために藩主直正公を受け取りに来ていた稲毛源之右ェ門は、情勢の激変にその任務を果たせず、死をもって責任を果たそうと、来迎寺の便所において切腹をした。その際、はらわたを掴みだし、振り回したのであたり一面天井や、腰板、戸の表面まで鮮血に染まった。
現在も寺の便所にはその血痕が黒々としみついて残っている。
稲毛源之右ェ門の戒名は源林院大道了忠居士である。

## 交通アクセス
2018年4月現在の情報を掲載する。
- JR新発田駅より徒歩約45分
- JR新発田駅から新潟交通観光バス 赤谷方面行（所要約15分）を利用し、「五十公野団地前」下車後、徒歩約5分[1]

## 参考資料
「しばたの寺院ものがたり」大沼倹爾著